# كيم وود
كيم وود (بالإنجليزية: Kim Wood)‏ (23 يونيو 1969)؛ روائية أمريكية.